# Villanova (Spagna)
Villanova è un comune spagnolo di 132 abitanti situato nella comunità autonoma dell'Aragona.